# San Plácido
San Plácido är en ort i Mexiko.   Den ligger i kommunen Minatitlán och delstaten Veracruz, i den sydöstra delen av landet, 500 km öster om huvudstaden Mexico City. San Plácido ligger 20 meter över havet och antalet invånare är 180.
Terrängen runt San Plácido är platt. Runt San Plácido är det ganska glesbefolkat, med 29 invånare per kvadratkilometer. Närmaste större samhälle är La Concepción, 15,0 km nordost om San Plácido. Omgivningarna runt San Plácido är en mosaik av jordbruksmark och naturlig växtlighet.